# Porphyrinia dannehli
Porphyrinia dannehli är en fjärilsart som beskrevs av Bytinsky-salz 1934. Porphyrinia dannehli ingår i släktet Porphyrinia och familjen nattflyn. Inga underarter finns listade i Catalogue of Life.